# Brasil en los Juegos Olímpicos de Londres 2012
Brasil estuvo representado en los Juegos Olímpicos de Londres 2012 por un total de 248 deportistas, 131 hombres y 117 mujeres, que compitieron en 27 deportes.
El portador de la bandera en la ceremonia de apertura fue el jinete Rodrigo Pessoa.

## Medallistas
El equipo olímpico brasileño obtuvo las siguientes medallas:
| Nombre                       | Deporte           | Competición     |
| ---------------------------- | ----------------- | --------------- |
| Oro                          |                   |                 |
| Arthur Nabarrete Zanetti     | Gimnasia          | Anillas M       |
| Equipo                       | Voleibol          | Torneo F        |
| Sarah Menezes                | Judo              | –48 kg F        |
| Plata                        |                   |                 |
| Esquiva Falcão               | Boxeo             | 75 kg M         |
| Equipo                       | Fútbol            | Torneo M        |
| César Cielo                  | Natación          | 50 m libre M    |
| Equipo                       | Voleibol          | Torneo M        |
| Alison Cerutti Emanuel Rego  | Vóley playa       | Torneo M        |
| Bronce                       |                   |                 |
| Adriana Araújo               | Boxeo             | 60 kg F         |
| Yamaguchi Falcão             | Boxeo             | 81 kg M         |
| Thiago Pereira               | Natación          | 400 m estilos M |
| Yane Marques                 | Pentatlón moderno | Individual F    |
| Robert Scheidt Bruno Prada   | Vela              | Star M          |
| Juliana Silva Larissa França | Vóley playa       | Torneo F        |
| Mayra Aguiar                 | Judo              | –78 kg F        |
| Felipe Kitadai               | Judo              | –60 kg M        |
| Rafael Carlos da Silva       | Judo              | +100 kg M       |